# IFAF Europe Champions League 2017
La IFAF Europe Champions League 2017 è la 4ª edizione del massimo torneo europeo di football americano, organizzato dalla IFAF Europe. Con i 5 team partecipanti la formula del campionato prevede due gironi territoriali.
Prima dell'inizio della competizione i Lisboa Devils e i Kragujevac Wild Boars si sono ritirati, lasciando solo tre squadre partecipanti.
In seguito al ritiro delle altre 3 squadre previste, la IFAF (sede di New York) ha organizzato la IFAF Northern European Football League 2017.

## Squadre partecipanti
| Club                  | Città      | Stadio | Sponsor ufficiale | Risultato nella stagione 2016                                       |
| --------------------- | ---------- | ------ | ----------------- | ------------------------------------------------------------------- |
| Boğaziçi Sultans      | Istanbul   |        |                   | Fase a gironi IFAF Europe Champions League                          |
| Koç Rams              | Istanbul   |        |                   | Campioni della Turchia; semifinalisti IFAF Europe Champions League  |
| Kragujevac Wild Boars | Kragujevac |        |                   | Campioni della Serbia                                               |
| Lisboa Devils         | Lisbona    |        |                   | Campioni del Portogallo; fase a gironi IFAF Europe Champions League |
| Moscow Patriots       | Mosca      |        |                   | Campioni della Russia                                               |

## Stagione regolare

### Calendario
| 2017 | Koç Rams | - – - | Kragujevac Wild Boars |  |

| 2017 | Moscow Patriots | - – - | Koç Rams |  |

| 2017 | Kragujevac Wild Boars | - – - | Moscow Patriots |  |

| 2017 | Lisboa Devils | - – - | Boğaziçi Sultans |  |

| 2017 | Boğaziçi Sultans | - – - | Lisboa Devils |  |